# Kruoja
Kruoja je řeka na severu Litvy, pravý přítok řeky Mūša. Je dlouhá 51 km. Vytéká z jezera Gudelių ežeras 8 km na jihovýchod od krajského města Šiauliai. Protéká okresy Radviliškis, Šiauliai a Pakruojis
Teče zpočátku poměrně rovně směrem severovýchodním, jen vísku Diržiai obtéká velikým obloukem (poloměr oblouku 3 km) z jihovýchodu. Po průtoku rybníkem u vsi Bitaičiai se stáčí do směru jihovýchodního a dále se pozvolna stáčí do směru východního. Protéká okresním městem Pakruojis, které dostalo jméno podle této řeky, v něm také dalším rybníkem (plocha 52 ha), zde se stáčí směrem severovýchodním, počíná více meandrovat a do řeky Mūša se vlévá 93,8 km od jejího soutoku s řekou Nemunėlis (a odkud začíná Lielupe). Plocha povodí je 361 km², průměrný průtok je 1,74 m³/s (u ústí je průměrný průtok 1,88 m³/s). Koryto řeky je od pramene do Vismantėliů a v okolí městysu Lygumai regulováno, šířka 6 — 8 m, pod městem Pakruojis 10 – 15 m, hloubka 0,3 — 1,5 m. Průměrný spád je 1,03 m/km. Rychlost toku je 0,1 m/s.

## Přítoky

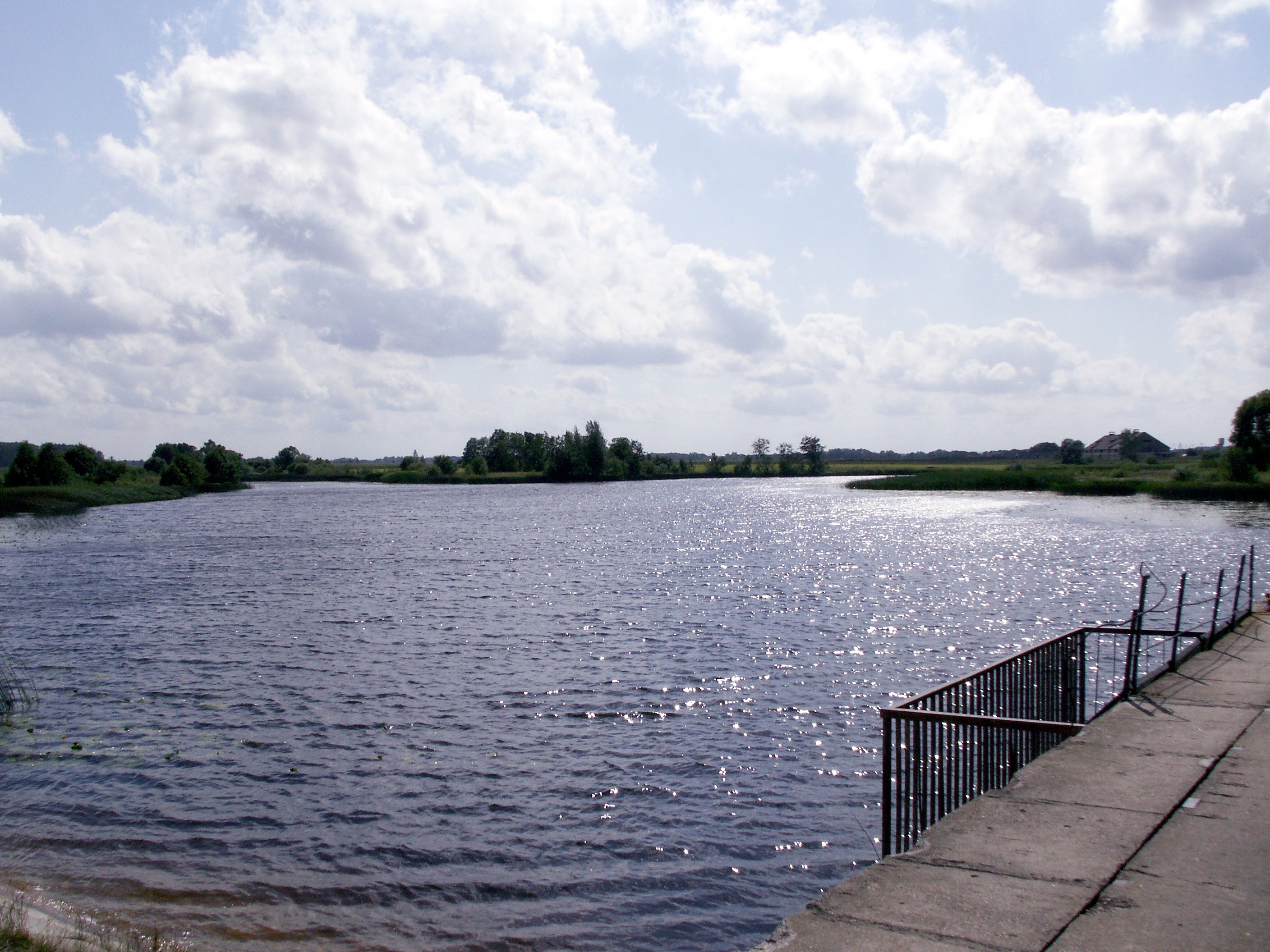
Rybník Bitaičių tvenkinys u vsi Bitaičiai

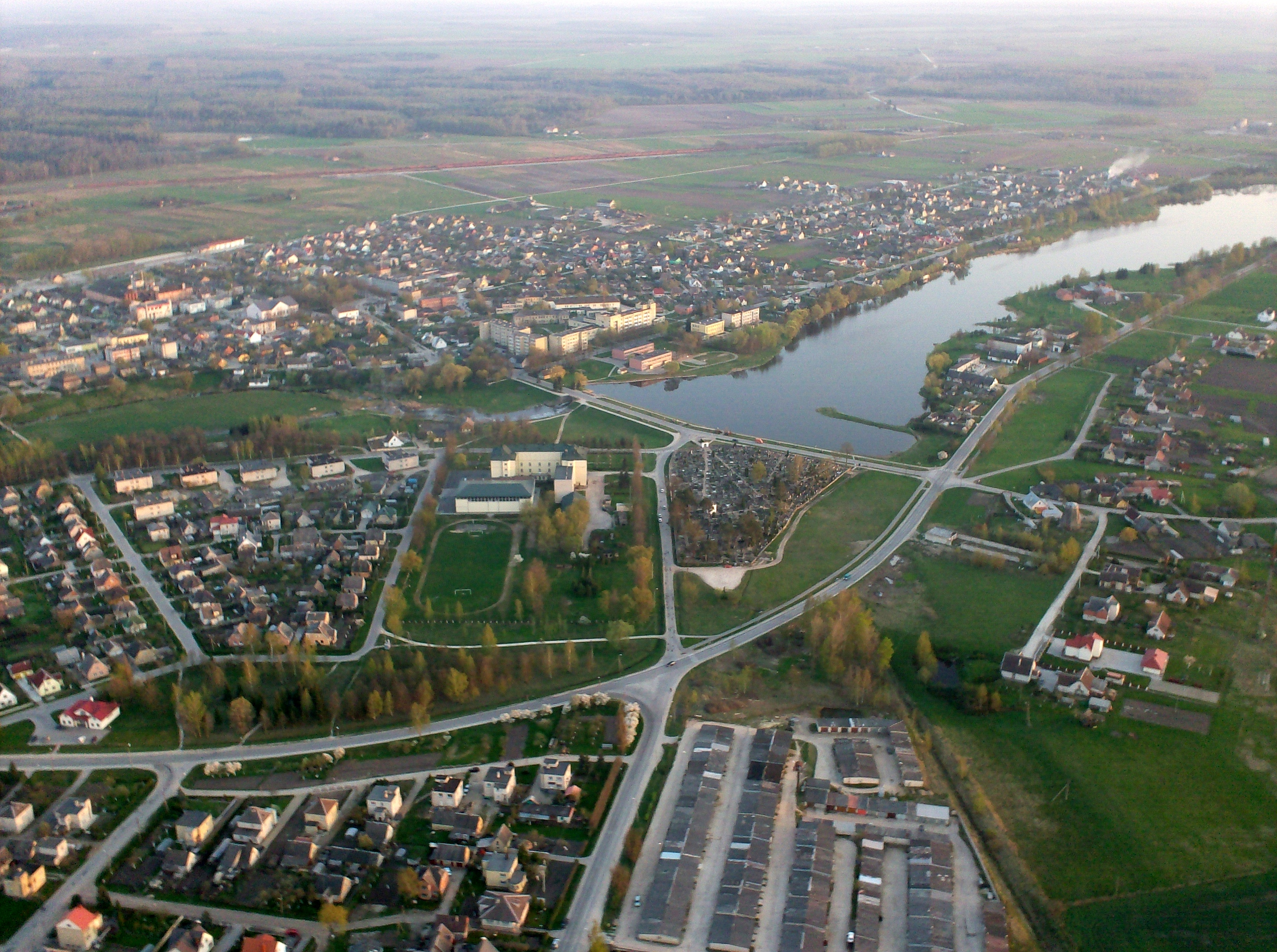
Pakruojský rybník na řece v Pakruojisu

- Levé:

| Hydrologické pořadí | Řeka     | Délka (km) | Povodí (km²) | Vzdálenost od ústí (km) | Ústí kde | Koordináty ústí |
| ------------------- | -------- | ---------- | ------------ | ----------------------- | -------- | --------------- |
| 41010434            | Reisbalė | 3,1        | 4,3          | 47,2                    |          |                 |
| 41010435            | Skalvys  | 7,0        | 22,4         | 40,1                    |          |                 |
| 41010437            | K - 7    | 3,9        | 3,5          | 37,5                    |          |                 |
| 41010438            | K - 5    | 3,6        | 3,2          | 33,5                    |          |                 |
| 41010443            | Upis     | 5,5        | 6,7          | 17,9                    |          |                 |
| 41010468            | K - 1    | 3,4        | 3,9          | 2,5                     |          |                 |

- Pravé:

| Hydrologické pořadí | Řeka      | Délka (km) | Povodí (km²) | Vzdálenost od ústí (km) | Ústí kde | Koordináty ústí |
| ------------------- | --------- | ---------- | ------------ | ----------------------- | -------- | --------------- |
| 41010432            | Rimuošė   | 8,4        | 24,4         | 49,0                    |          |                 |
| 41010439            | K - 2     | 4,7        | 7,8          | 29,2                    |          |                 |
| 41010441            | Kiaulupis | 2,3        | 2,8          | 24,6                    |          |                 |
| 41010442            | Skerdupis | 3,8        | 5,8          | 20,4                    |          |                 |
| 41010444            | Obelė     | 37,6       | 175,6        | 16,2                    |          |                 |
| 41010465            | Savelis   | 7,8        | 17,2         | 12,4                    |          |                 |
| 41010466            | Šilia     | 3,2        | 9,6          | 7,2                     |          |                 |